# Cerje (Bajina Bašta)
Pour les articles homonymes, voir Cerje.
Cerje (en serbe cyrillique : Церје) est un village de Serbie situé dans la municipalité de Bajina Bašta, district de Zlatibor. Au recensement de 2011, il comptait 112 habitants.

## Démographie

### Évolution historique de la population
| 1948 | 1953 | 1961 | 1971 | 1981 | 1991 | 2002 | 2011 |
| ---- | ---- | ---- | ---- | ---- | ---- | ---- | ---- |
| 445  | 482  | 444  | 400  | 318  | 223  | 168  | 112  |

|  |